# Euphorbia claytonioides
Euphorbia claytonioides är en törelväxtart som beskrevs av Ferdinand Albin Pax. Euphorbia claytonioides ingår i släktet törlar, och familjen törelväxter.
Artens utbredningsområde är Angola. Inga underarter finns listade i Catalogue of Life.